# Rio Chimoré
O rio Chimoré é um curso de água amazônico da Bolívia localizado no Cochabamba. Nasce às coordenadas 17° 32′ 53″ S, 64° 48′ 02″ O, em uma altitude aproximada de 2.860m. Corre, então, no sentido noroeste até as coordenadas 17° 07′ 54″ S, 65° 10′ 27″ O, para então correr no sentido nordeste até a confluência com o rio Ichilo nas coordenadas16° 44′ 33″ S, 64° 50′ 38″ O, formando assim o rio Mamorecillo. Tem um comprimento total de 200 quilômetros. O rio passa pela cidade de Chimoré.